# Jerzy Rogoża
Jerzy Rogoża, pierwotnie Jehuda Rogoża (ur. 26 października 1919, zm. 7 marca 2009 w Gdańsku) – polski działacz społeczności żydowskiej, oficer Ludowego Wojska Polskiego.

## Życiorys
Urodził się w rodzinie żydowskiej na pograniczu Mazowsza i Podlasia. Okres II wojny światowej przeżył w Związku Radzieckim. Początkowo przebywał na zesłaniu w Republice Komi, a następnie był żołnierzem armii Berlinga. Podczas walk o Wał Pomorski został ciężko ranny. Po wyjściu ze szpitala brał jeszcze udział w bitwie o Kołobrzeg. Po zakończeniu wojny wstąpił do szkoły oficerskiej w Lublinie, którą ukończył w stopniu podporucznika. Do 1955 służył w Krośnie Odrzańskim, Kętrzynie i Białymstoku.
W 1955 został oddelegowany do Gdańska. W 1961 przeszedł w stan spoczynku w stopniu majora. Jako inwalida wojenny pierwszej grupy nawiązał kontakt z Zarządem Głównym Związku Religijnego Wyznania Mojżeszowego. Później zaczął również załatwiać pomoc innym żydowskim emerytowanym wojskowym, poprzez co stał się głównym łącznikiem gdańskiej społeczności żydowskiej z centralą w Warszawie. Poprzez te kontakty udało mu się na przełomie 1983 i 1984 zebrać wokół siebie grupę osób, która zaczęła się razem spotykać. Po reaktywacji Gminy Wyznaniowej Żydowskiej w Gdańsku został jej pierwszym przewodniczącym.

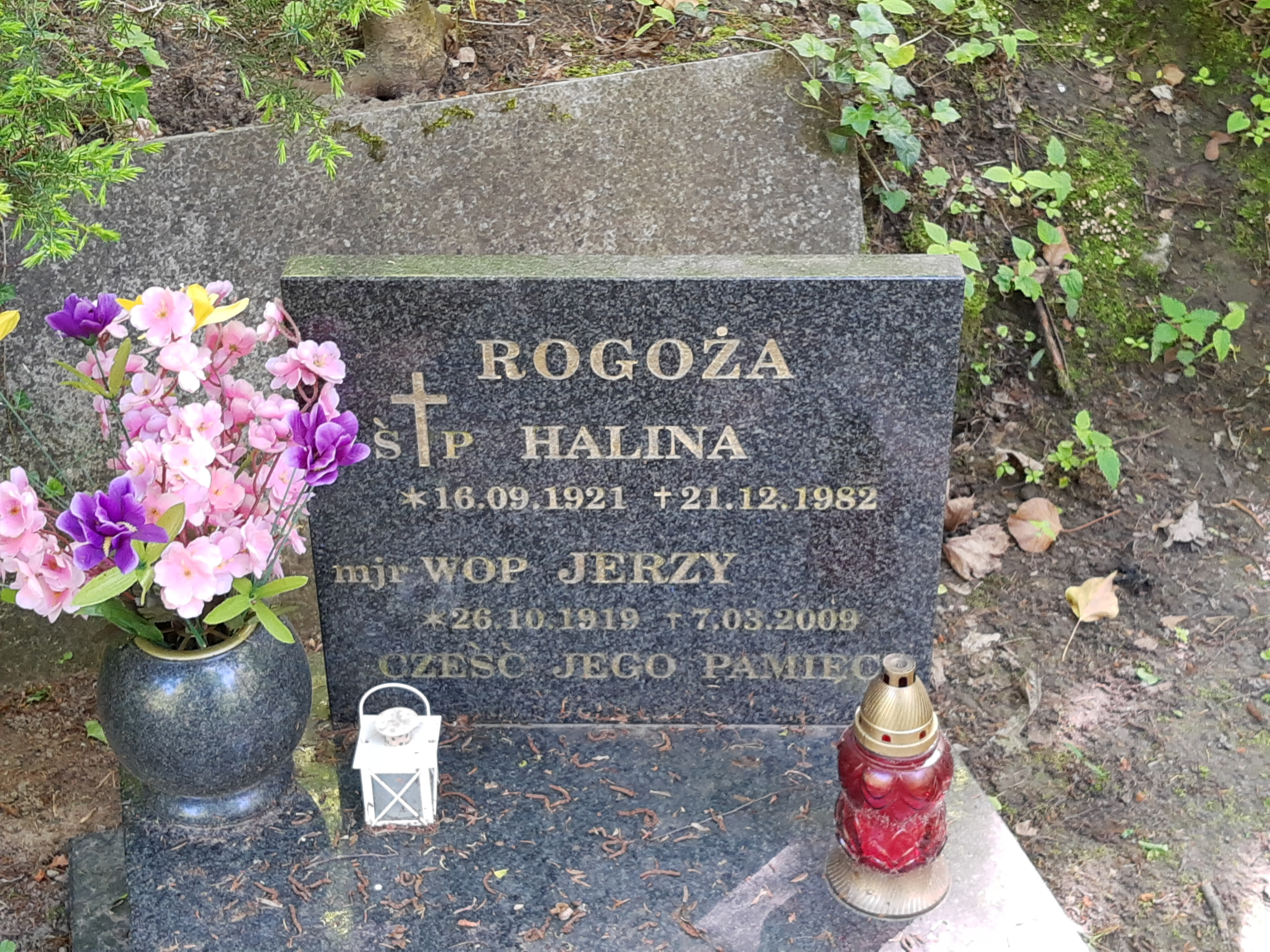
Grób Jerzego Rogoży na cmentarzu Srebrzysko

Zmarł w Gdańsku. Pochowany został 11 marca 2009 na Cmentarzu Srebrzysko (rejon XI, taras II-1-4).